# Lissonota stigmator
Lissonota stigmator är en stekelart som beskrevs av Aubert 1972. Lissonota stigmator ingår i släktet Lissonota och familjen brokparasitsteklar. Arten är reproducerande i Sverige. Inga underarter finns listade i Catalogue of Life.